# Halle de Campan
La halle de Campan (Hautes-Pyrénées, France) est un monument historique située en Haute-Bigorre, dans le bourg de la commune de Campan.

## Caractéristiques

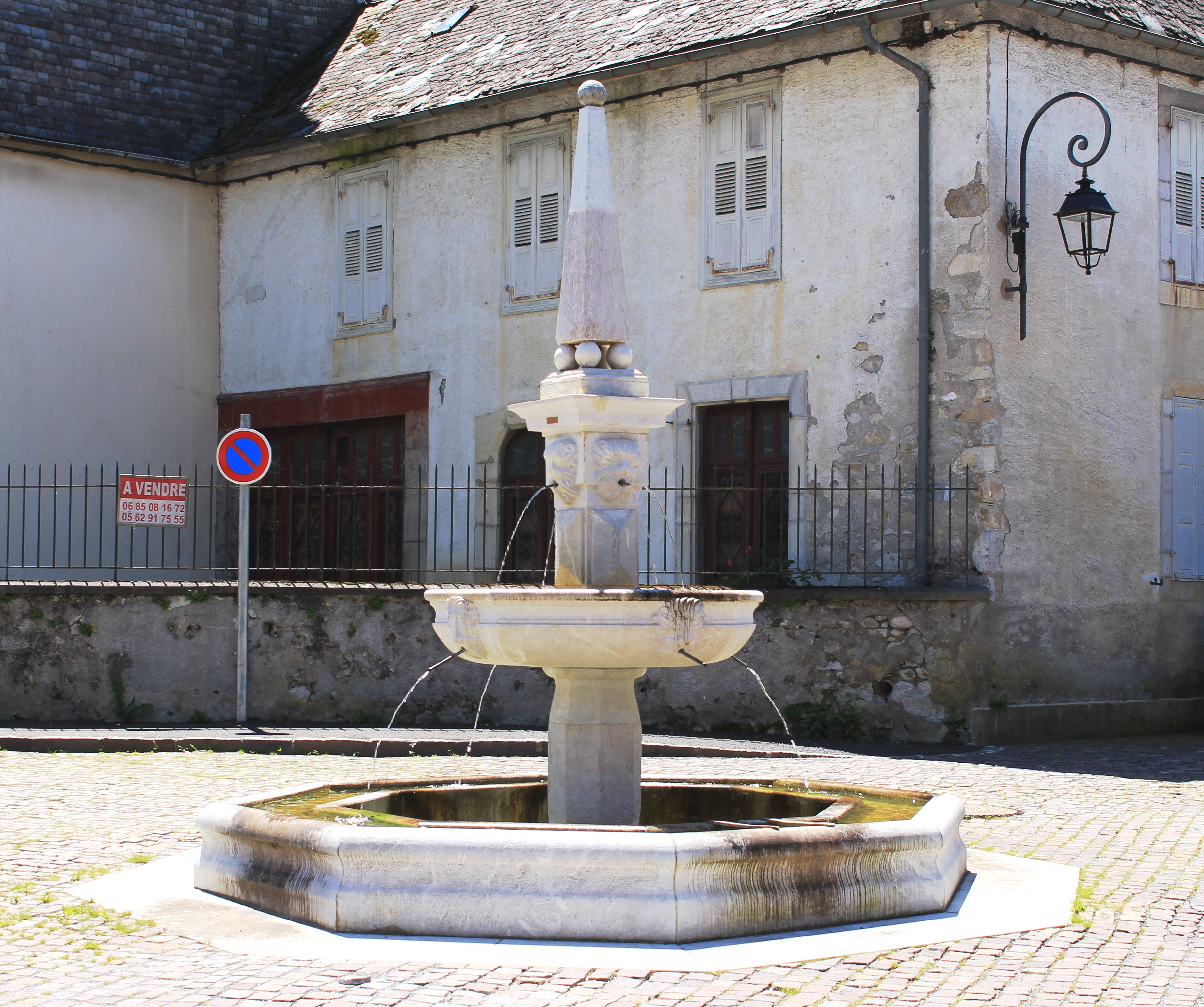
La fontaine à Campan.

Le monument est en deux parties : la halle couverte et la fontaine qui l'accompagne.
La halle est couverte d'un toit en ardoise. Elle est complètement fermée sur 2 côtés, nord et ouest. La charpente en bois, construite par des cagots, est soutenue par 13 colonnes rondes en pierre et 2 murs pleins.
Le côté sud de la halle donne sur une fontaine en pierre de 2 fois 4 jets. Cette fontaine est construite en 1628. Le sommet de la fontaine, de forme pyramidale est fabriqué par Jean Borgella, élève des Ferrères, en marbre rose de Payolle. La fontaine est inscrite dans le registres des monuments historiques, dans le même lot que la halle.

## Histoire
La halle était le lieu d'un important marché aux bestiaux. Elle date du XVIe siècle : un délibéré du 10 juillet 1569 lance la construction. Elle est inscrite au titre des monuments historiques le 14 mars 1927.

## Valorisation du patrimoime
Depuis la fin du XXe siècle, la halle est utilisée pour quelques manifestations culturelle et pour un marché touristique chaque dimanche des mois de juillet et août.

## Galerie d'images

Sélection de vues de la halle.
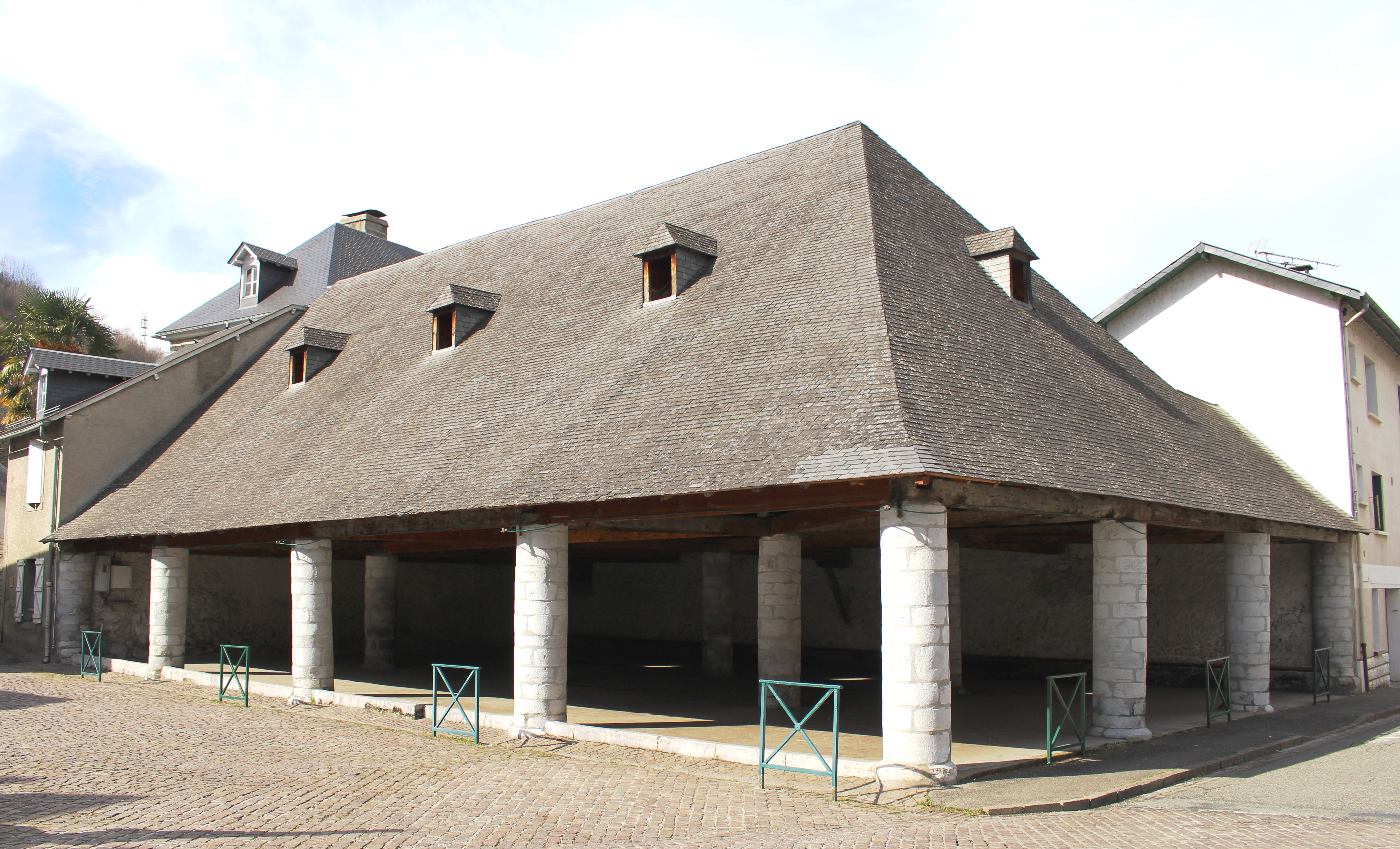
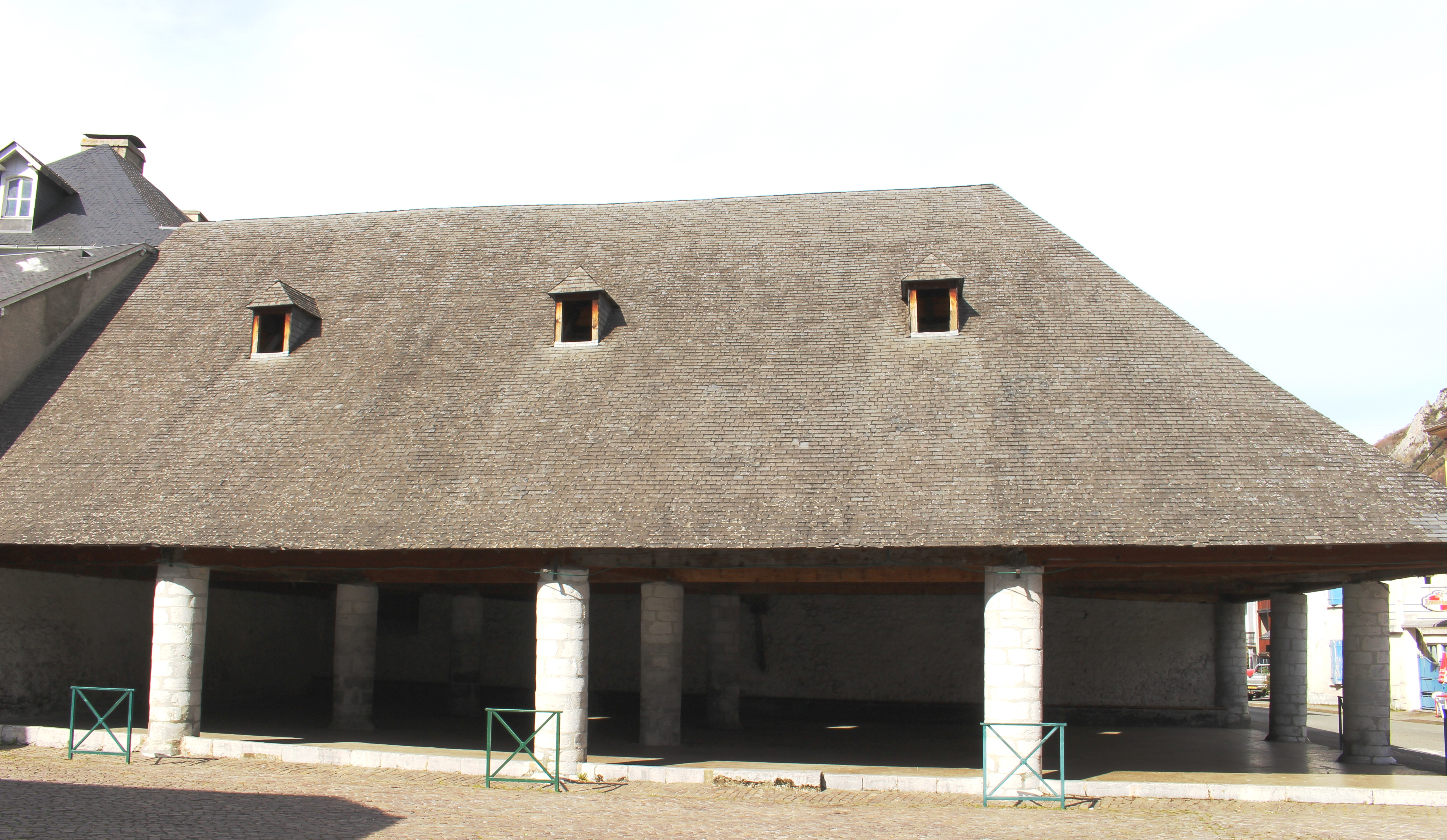
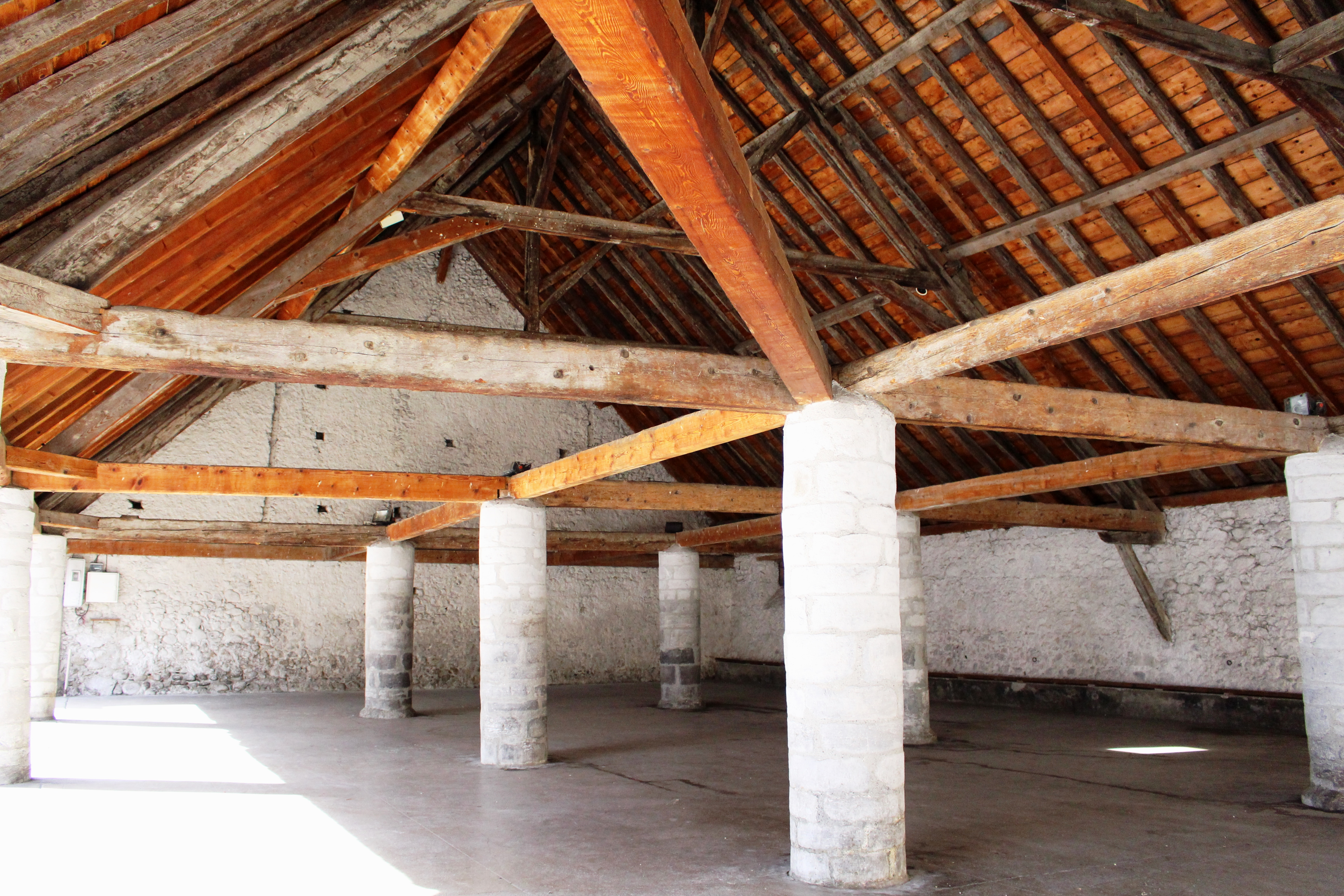